# Charles-Eudes Bonin
Charles Eudes Bonin, né à Poissy le 26 juin 1865 et mort à Barcelone le 29 septembre 1929, est un diplomate, archéologue et explorateur français.

## Histoire
Élève du Lycée Condorcet puis de l'École des chartes, il est nommé chef du cabinet du préfet d'Ille-et-Vilaine en 1888, puis de celui du Calvados l'année suivante. Vice-résident de France en Indochine, il est affecté au Laos en 1893, puis en Malaisie, ce qui lui permet de faire un premier voyage d'exploration dans la région entre 1895-1896. Il traverse alors le Kansou et la Mongolie. Entre 1898 et 1900, il effectue une seconde mission au Mont Emei, jusqu'à Pékin.
Il est nommé consul en 1901 et secrétaire d'ambassade l'année suivante. En 1904, il quitte l'Extrême-Orient. Il est ministre plénipotentiaire en Perse à partir de 1918 puis à Lisbonne en 1921. Il termine sa carrière comme chef du service des archives du ministère des affaires étrangères,.

## Publications
- De Tourane au Mékong: une mission au Laos (1895)
- Note sur les sources du Fleuve Rouge (1897)
- Charles-Eudes Bonin, vice-résident de la France en Indochine, Note sur le tombeau de Gengis-Khan, Académie des Inscriptions et Belles-Lettres, 1897 (lire en ligne)
- Note sur un manuscrit Mosso (1898)
- Note sur les anciennes chrétientés nestoriennes de l'Asie centrale (1900)
- Le Mont-Omei (1900)
- Voyage de Pékin au Turkestan russe: par la Mongolie, le Koukou-nor, le Lob-nor et Dzoungarie (1901)
- Dix inscriptions chinoises de l'Asie centrale d'après les estampages (1902)
- De Mien Ning hien à Tseu Ta Ti (1908)
- La Peinture chinoise au Musée Guimet (1910)
- Les Royaumes des neiges : (États himalayens) avec 3 cartes dans le texte et 16 planches de reproductions photographiques hors texte (1911)
- Vocabulaires recueillis par Charles-Eudes Bonin : Moï. Dialectes tibétains
- Les Mahométans du Kansou et leur dernière révolte
- La Conquête du Petit-Tibet